# Shōrin-ryū
Shōrin-ryū (少林流 (Thiếu Lâm Lưu)) là một trong những hệ phái karate lớn của Okinawa và là một trong những phong cách karate lâu đời nhất. Nó được đặt tên bởi Choshin Chibana vào năm 1933, nhưng bản thân hệ thống này lâu đời hơn rất nhiều. Các ký tự có nghĩa là "nhỏ" và "rừng" tương ứng và phát âm là "shōrin" trong tiếng Nhật, cũng được sử dụng trong các từ tiếng Trung và tiếng Nhật cho Thiếu Lâm. "Ryū" có nghĩa là "trường học". Shōrin-ryū kết hợp các yếu tố của phong cách chiến đấu Shuri-te truyền thống của Okinawa.

## Lịch sử
Chōshin Chibana là một võ sinh hàng đầu của bậc thầy vĩ đại của shuri-te, Ankō Itosu. Ankō Itosu là học sinh hàng đầu của Matsumura Sōkon, một chiến binh nổi tiếng trong thời đại của ông; vệ sĩ cho ba vị vua của Okinawa, còn được gọi là Miyamoto Musashi của Okinawa và được mệnh danh là bushi, hoặc chiến binh, bởi vua của mình. Tuy nhiên, trong khi Sōkon thường được gọi là "người sáng lập" của Shuri-te, anh ta đã không phát minh ra tất cả các thành phần của nó. Chōshin Chibana không bao giờ thực hành kobudo. Vào năm 1933, Chōshin Chibana đã chọn đặt tên cho phong cách của mình là Shōrin-ryū để tôn vinh gốc rễ samurai của mình và để phân biệt với các phong cách khác đã được sửa đổi từ những giáo lý ban đầu của Ankō Itosu. Nói chung, các trường karate của Okinawa không có tên riêng cho các kiểu như trường ở Nhật Bản. Một số nhánh của Shōrin-ryū truyền thống tồn tại ngày nay ở cả Okinawa và Thế giới phương Tây. Trong khi có một số lượng lớn các học viên tập trung tại nơi sinh của Okinawa, Shōrin-ryū Karate đã có nhiều lớp dan cao bên ngoài Okinawa.

## Phương pháp đào tạo Karate
Shorin-ryū thường được đặc trưng bởi hơi thở tự nhiên, tự nhiên (hẹp, cao) lập trường và hình tròn, chứ không phải là phong trào trực tiếp. Các võ sinh của Shōrin-ryū khẳng định rằng chuyển động chính xác, di chuyển nhanh để tránh bạo lực bằng các chuyển động lỏng và vị trí linh hoạt là rất quan trọng và một cấu trúc vững chắc là rất quan trọng đối với các khối và đòn tấn công mạnh mẽ. Những tư thế quá sâu thường làm cho việc vận động cơ thể trở nên khó khăn. Một tính năng khác trong hệ thống này là cách học sinh được dạy đấm. Nói chung, không có cú đấm ngang hay dọc trong Shōrin-ryū. Cú đấm hơi được đưa vào bên trong (Isshin Ryu), với đốt ngón tay lớn nhất (ngón thứ ba từ đầu ngón tay) thẳng hàng với đốt ngón tay thứ hai của ngón tay hồng hào. Người ta tin rằng vị trí này là chìa khóa trong việc xếp hàng xương cánh tay và tạo ra một cuộc tấn công nhanh hơn, ổn định hơn và mạnh mẽ hơn.

## Các bài kata trong đào tạo Karate
Một số kata chính trong Shōrin-ryū là:
Đây là những Series không thực sự được coi là "Kata"
- Fugyugata
- Kihons (cơ bản)
  - Shodan
  - nidan
  - sandan
  - yondan
  - godan

Shōrin-ryū Core Katas
- Naihanchi Kata
  - Shodan
  - nidan
  - sandan
- Pinan Kata
  - Shodan
  - nidan
  - sandan
  - yondan
  - godan
- Passai
  - sho
  - dai
- Gojushiho
- Chinto
- Kusanku
  - sho
  - dai
- Gorin

Những Kata sau đây không được dạy trong tất cả các hệ thống Shōrin-ryū hoặc Dojos
- Seisan
- Ananku
- Wankan
- Rohai
- Wanshu

Việc nghiên cứu vũ khí chỉ bắt đầu ở cấp độ dan và vũ khí kata không được tiêu chuẩn hóa theo phong cách. Trong nhiều Shorin dojo Kobudo được bắt đầu sau vành đai vàng.

## Chi nhánh
- Shūgorō Nakazato Shgorō Nakazato (Nakazato Shūgorō, 14 tháng 8 năm 1920 - 24 tháng 8 năm 2016)
- Shōrin-ryū Reihokan
- Shōrin-ryū Shidōkan thường được gọi là Shidōkan hoặc Okinawa Shidōkan
- Shorinkan
- Dòng dõi Shorinkan Hoa Kỳ
- Shōrin-ryū Seibukan
- Matsubayashi-ryū
- Shōrin-ryū Kokau
- Shōrin-ryū Kyudōkan thường được gọi là Kyudōkan
- Oshukai
- Chubu Shōrin-ryū
- Shōrin-ryū (Thiếu Lâm) còn được gọi là Shobayashi.
- Ryukyu Shōrin-ryū
- Kyobukan Shōrin-ryū
- Matsumura Kenpo Shōrin-ryū
- Matsumura Seito Hakutsuru Shōrin-ryū
- Matsumura Shōrin-ryū
- Jyoshinmon Shōrin-ryū
- Shima-ha Shōrin-ryū

## Hệ thống phân cấp đai
Năm 1924, Gichin Funakoshi, một người đương thời của Chibana sensei và cũng là học trò của Ankō Itosu, đã áp dụng hệ thống Dan từ người sáng lập judo Kanō Jigorō bằng cách sử dụng sơ đồ xếp hạng với một bộ màu đai hạn chế để quảng bá Karate-Do giữa người Nhật. Năm 1960, cách làm này cũng được áp dụng ở Okinawa.
Trong hệ thống Kyū / Dan, lớp người mới bắt đầu là một kyū được đánh số cao hơn (ví dụ: Kyu 7) và tiến triển là hướng tới một Kyū được đánh số thấp hơn. Tiến trình Dan tiếp tục từ 1st Dan (Shodan) đến các lớp dan cao hơn. Karateka cấp Kyū được gọi là "đai màu" hoặc Mudansha ("những người không có dan"); Karateka cấp Dan được gọi là yudansha (người giữ thứ hạng dan). Yudansha thường đeo đai đen.
Yêu cầu về thứ hạng khác nhau giữa các phong cách, tổ chức và trường học. Kyu xếp hạng dần dần nhấn mạnh lập trường thích hợp, cân bằng, chuyển động và phối hợp. Tốc độ, thời gian, trọng tâm và sức mạnh được kiểm tra ở các lớp cao hơn. Tuổi tối thiểu và thời gian trong xếp hạng là các yếu tố ảnh hưởng đến việc thăng chức. Kiểm tra bao gồm trình diễn kỹ thuật trước một hội đồng giám khảo. Kiểm tra đai đen thường được thực hiện theo cách gọi là shinsa, bao gồm kiểm tra bằng văn bản cũng như trình diễn kihon, kumite, kata và bunkai (ứng dụng kỹ thuật).
Trong Shōrin-ryū, một cấp tiến (đai) có thể được liệt kê dưới đây:  Có nhiều thứ khác. Ví dụ, tổ chức lớn nhất ở Bắc Mỹ không sử dụng thắt lưng màu vàng, cam, xanh hoặc tím.:  Cũng không phải là màu sắc hoặc đơn đặt hàng nhất quán từ trường đến trường trong một tổ chức.
Ở Mỹ, Mudansha thường là:
- Đai trắng (Kỳ 7)
- Đai vàng (Kỳ 6)
- Đai xanh (Kỳ 5)
- Đai xanh (Kỳ 4)
- Thắt lưng màu tím (Kỳ 3)
- Đai nâu (Kỳ 2)
- Đai đen (1st Kyū)

Ở Hoa Kỳ, một số kiểu yudansha tuân theo hệ thống này:
- Đai đen (thứ 1 đến thứ 3 Dan)

Trình độ thạc sĩ
- Thắt lưng ca rô đỏ và đen (thứ 4 đến thứ 5 Dan)
- Thắt lưng ca rô đỏ và trắng (thứ 6 đến thứ 8 Dan)
- Đai đỏ (thứ 9 đến thứ 10 Dan)

Lưu ý: Hiệp hội Shidokan Beikoku theo hệ thống vành đai Judo yudansha:
Đai đen từ 1 đến 6 Dan
Thắt lưng ca rô đỏ / trắng cho thứ 7 và thứ 8 Dan
Đai đỏ cho Dan thứ 9 và 10.